# 陈墓漾
陈墓漾是一个位于中国江苏省昆山市的湖泊，面积约为1.8平方千米。